# Arisaema mildbraedii
Arisaema mildbraedii är en kallaväxtart som beskrevs av Adolf Engler. Arisaema mildbraedii ingår i släktet Arisaema och familjen kallaväxter. Inga underarter finns listade.